# Анзор Меквабішвілі
Анзор Меквабішвілі (груз. გიორგი აბურჯანია, нар. 5 червня 2001, Тбілісі, Грузія) — грузинський футболіст, опорний півзахисник румунського клубу «Університатя» (Крайова) та національної збірної Грузії.

## Ігрова кар'єра

### Клубна
Анзор Меквабішвілі є вихованцем футбольної академії столичного «Динамо», де він грав у молодіжному складі з 2015 року. Дебют футболіста на професійному рівні відбувся 25 червня 2020 року у матчі чемпіонату Грузії. За часи виступів в основному складі «Динамо» Меквабішвілі двічі ставав чемпіоном країни та вигравав Суперкубок Грузії.
У січні 2024 року Меквабішвілі перейшов до румунського клубу Університатя з міста Крайова.

### Збірна
З 2017 року Анзор Меквабішвілі виступав за юнацькі збірні Грузії. У 2023 році був капітаном молодіжної збірної Грузії на домашньому молодіжному чемпіонаті Європи, де його команда дійшла до чвертьфіналу.
25 березня 2022 року у товариському матчі проти команди Боснії  і Герцеговини Анзор Меквабішвілі дебютував у складі національної збірної Грузії.

## Титули
Динамо (Тбілісі)
 Чемпіон Грузії (2): 2020, 2022
 Переможець Суперкубка Грузії: 2021, 2023